# 1901 (szám)
Az 1901 (római számmal: MCMI) az 1900 és 1902 között található természetes szám.

## A matematikában
A tízes számrendszerbeli 1901-es a kettes számrendszerben 11101101101, a nyolcas számrendszerben 3555, a tizenhatos számrendszerben 76D alakban írható fel.
Az 1901 páratlan szám, prímszám. Kanonikus alakja 19011, normálalakban az 1,901 · 103 szorzattal írható fel. Két osztója van a természetes számok halmazán, ezek növekvő sorrendben: 1 és 1901.
Középpontos tízszögszám.
Sophie Germain-prím.
Az 1901 harminchét szám valódiosztóösszeg-függvényeként áll elő, ezek közül a legkisebb is nagyobb 10 000-nél.